# Sinkó Péter

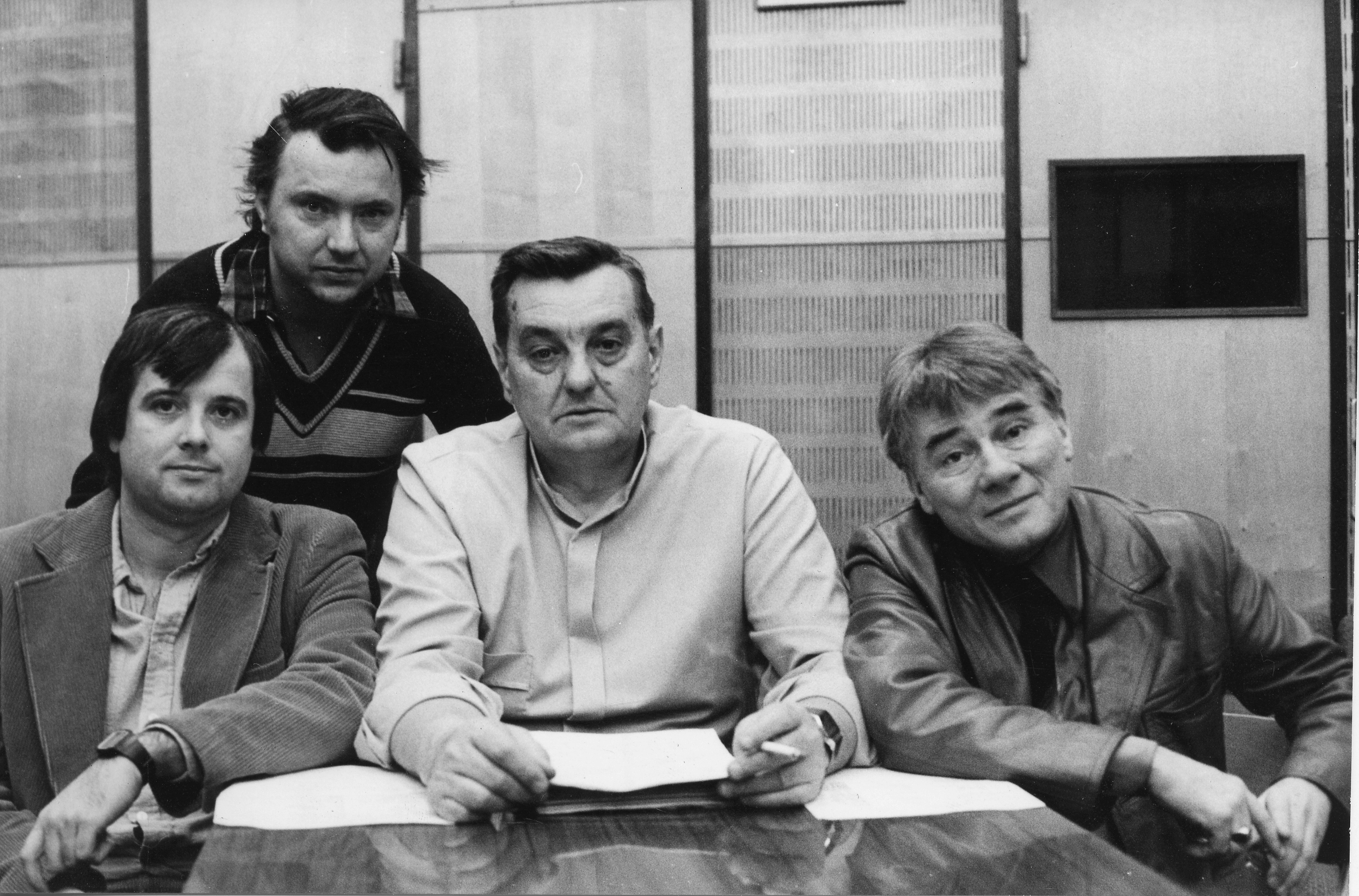
Sinkó Péter, Farkasházy Tivadar, Marton Frigyes, Kaposy Miklós a Rádiókabaré szerkesztői 1983-ban

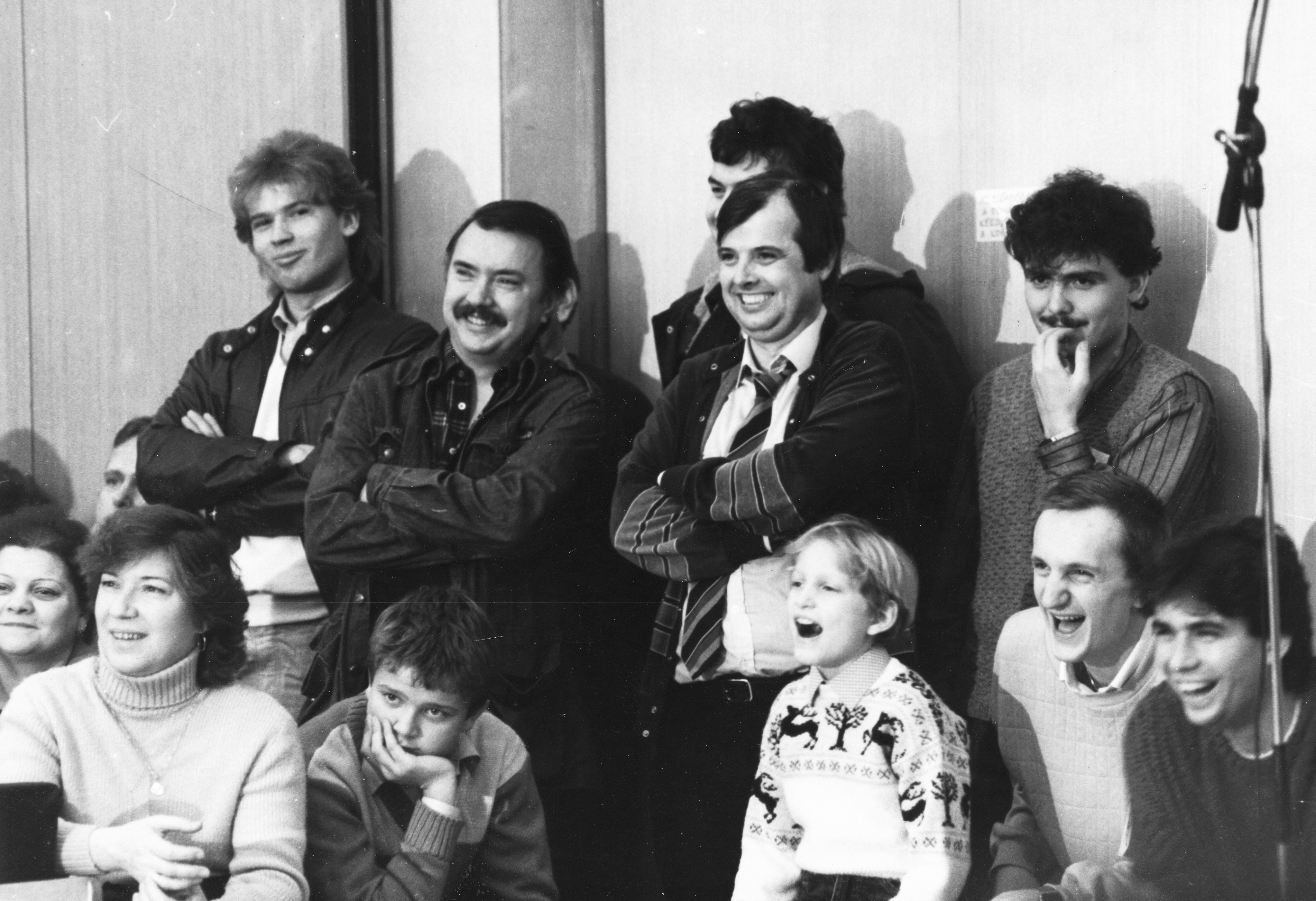
Rádiószilveszter, 1986

Sinkó Péter (Budapest, 1950. január 14. –) forgatókönyvíró, író, szerkesztő. Karinthy-gyűrűvel díjazott humorista. A Rádiókabaré szerkesztője majd művészeti vezetője.
Az 1974-es Humorfesztivál győztese Farkasházy Tivadarral és Boncz Gézával. 1985-től (Marton Frigyes nyugdíjazása után) Farkasházy Tivadarral vették át a havi bemutatók folytatását. 1986-tól Sinkó már önállóan szerkesztette műsorait, Kabarészínpad, majd Petőfi kabaré címmel.

## Filmjei (forgatókönyvíró)
- SztárVár (2005)
- TV a város szélén – Toppantó c. rész (1998)
- Kisváros (1994–1995)
  - Tolvaj húga
  - Erdőtől a fát
- Rádióaktív BÚÉK (1993)
- Új Gálvölgyi-show (1991)
- Família Kft. (1991)
- Angyalbőrben (13 epizódban) (1990–1991)
- Televáró (1985)
- Ez még semmi (1984)
- Telepohár (1983)

## Színházi munkái
- Röhej az egész (író) Bemutató: 2009. március 20.
- Kabaréklub (szerkesztő) (2009)
- Valakit visz a vicc (író) (2008)
- Valami Magyarország (szerkesztő) Bemutató: 2002. május 23.
- Ügynökök kíméljenek! (szerző) Bemutató: 2002. december 6.

## Antológiákban
- Lelkes Péter (szerk.): Kabaré-habarék[2]
  - Cédulák egy kapu alatt
  - Tudományos előadás
- Geszty Péter (szerk.): Rádiókabaré II. Válogatás a Rádió Kabarészínházának műsorából (RTV-Minerva Kiadó, 1978)
  - A tudásszomj
  - Az IB/b. ország
  - A kérelem
  - Kapcsoljuk Innsbruckot

## Szakmai elismerései
- A Magyar Rádió első Humorfesztiváljának győztese (1974)
- Karinthy-gyűrű (1989)